# ダビド・カナル
ダビド・カナル・バレーロ（David Canal Valero、1978年12月7日 - ）は、スペインのバルセロナ出身の陸上競技選手。専門は400メートル走。

## エピソード
2004年のアテネオリンピックでは200メートル、400メートル、4x400mメートルリレーに出場した。200メートルの開催当日朝に一緒に寝ている友人に気を使って明かりをつけずにユニフォームに着替えたところ、前後を逆に着てしまった。そのまま気付かずに一次予選に出場しナミビアのフランク・フレデリクス、アルジェリアのマリク・ローアラに次ぐ3位でゴールした。予選後のスペイン国内のテレビ局によるインタビューにより彼は前後逆にユニフォームを着ていることを初めて知った。その後の2次予選では8人中7位(カメルーンのジョセフ・バタンドンは棄権し出場は7人)に終わった。彼は何か違和感を持っていたものの、観客席からの友人の服を引っ張るジェスチャーにはレース後にユニフォームが欲しいのだ勘違いして、あげるとのジェスチャーを送っていた。

## 主な実績
| 年   | 大会                               | 開催地                   | 順位 | 種目           |
| ---- | ---------------------------------- | ------------------------ | ---- | -------------- |
| 1997 | ヨーロッパジュニア陸上選手権大会   | リュブリャナ, スロベニア | 1st  | 400 m          |
| 1998 | ヨーロッパ陸上競技選手権大会       | ブダペスト, ハンガリー   | 7th  | 400 m          |
| 1998 | ヨーロッパ陸上競技選手権大会       | ブダペスト, ハンガリー   | 3rd  | 4x400 m リレー |
| 2000 | ヨーロッパ室内陸上競技選手権大会   | ヘント, ベルギー         | 2nd  | 400 m          |
| 2001 | ヨーロッパ室内陸上競技選手権大会   | リスボン, ポルトガル     | 4th  | 400 m          |
| 2002 | ヨーロッパ陸上競技選手権大会       | ウィーン, オーストリア   | 3rd  | 4x400m リレー  |
| 2002 | ヨーロッパ陸上競技選手権大会       | ミュンヘン, ドイツ       | 2nd  | 400 m          |
| 2002 | IAAF陸上ワールドカップ             | マドリード, スペイン     | 7th  | 400 m          |
| 2003 | IAAFワールドアスレチックファイナル | モンテカルロ, モナコ     | 5th  | 600 m          |
| 2005 | ヨーロッパ室内陸上競技選手権大会   | マドリード, スペイン     | 2nd  | 400 m          |
| 2005 | 地中海競技大会                     | アルメリア, スペイン     | 1st  | 4x400m リレー  |

### 自己ベスト
- 100メートル走 - 10.53 s (2002)
- 200メートル走 - 20.68 s (2004)
- 400メートル走 - 45.01 s (2003)